# Danzigs voetbalkampioenschap 1927/28
In 1927/28 werd het zestiende Danzigs voetbalkampioenschap gespeeld, dat georganiseerd werd door de Baltische voetbalbond. 
SV Schutzpolizei Danzig werd kampioen en plaatste zich voor de Baltische eindronde. In de groepsfase met vijf clubs werd de club vierde. 

## Eindstand
| Plaats | Club                     | Wed. | W  | G | V  | Saldo | Ptn. |
| ------ | ------------------------ | ---- | -- | - | -- | ----- | ---- |
| 1.     | SV Schutzpolizei Danzig  | 14   | 11 | 0 | 3  | 50:30 | 22   |
| 2.     | Danziger SC 1912         | 14   | 10 | 1 | 3  | 48:24 | 21   |
| 3.     | SV 1919 Neufahrwasser    | 14   | 7  | 3 | 4  | 33:22 | 16   |
| 4.     | BuEV Danzig              | 14   | 7  | 2 | 5  | 48:28 | 14   |
| 5.     | TuFC Preußen 1909 Danzig | 14   | 6  | 2 | 6  | 42:24 | 14   |
| 6.     | RSV Hansa Danzig         | 14   | 4  | 1 | 9  | 15:53 | 8    |
| 7.     | SV Ostmark Danzig        | 14   | 4  | 0 | 10 | 16:37 | 8    |
| 8.     | SC Wacker Schidlitz      | 14   | 2  | 1 | 11 | 18:52 | 5    |

|  | Kampioen, geplaatst voor eindronde |
|  | Degradatie                         |